# Gary Gray (cestista)
Gary Michael Gray (Fort Cobb, 23 febbraio 1945) è un ex cestista statunitense, professionista nella NBA.

## Carriera
Venne selezionato dai Cincinnati Royals al terzo giro del Draft NBA 1967 (26ª scelta assoluta).